# Parapsyllus magellanicus
Parapsyllus magellanicus är en loppart som beskrevs av Jordan 1938. Parapsyllus magellanicus ingår i släktet Parapsyllus och familjen Rhopalopsyllidae.

## Underarter
Arten delas in i följande underarter:
- P. m. magellanicus
- P. m. largificus